# Royal (Nebraska)
Royal – wieś w Stanach Zjednoczonych, w stanie Nebraska, w hrabstwie Antelope.